# Подревучее (Добрушский район)
Подревучее (бел. Падраву́чае) — упразднённый посёлок в Добрушском районе Гомельской области Беларуси. В составе Круговского сельсовета.

## География
В 22 км на север от города Добруш.

### Гидрография
Между населёнными пунктами Подревучее и Большой Лес расположено озеро Ревучее, относится в бассейну реки Очёса (правый приток реки Ипуть).
Местность преимущественно равнинная, местами холмисто-грядистая, поросшая лесом и кустарником, местами болотистая. Расположено в мелиорированном болотном массиве. Берега низкие, песчаные и торфянистые, поросшие кустарником, местами редколесьем. Мелководье обширное, большей частью торфянистое, глубже дно сапропелистое. Каналами соединено с обширными системами мелиоративных каналов и с р. Очёса.

## История
В составе совхоза "Світанне".
До 1987 года в составе Круговского сельсовета Добрушского района.
В 1987 году посёлок Подревучее упразднён.